# تونی لونگو
تونی لونگو (به انگلیسی: Tony Longo) (زاده ۸ آوریل ۱۹۲۶ ‏(۹۹ سال)-درگذشته ۲۱ ژوئن ۲۰۱۵) بازیگر، نویسنده، نقاش آمریکایی بود.
از فیلم‌های معروف او می‌توان به بازی در فیلم شلپ شلوپ و فرشتگان در زمین بیس‌بال اشاره کرد.